# Буа-Коломб
Буа-Коломб (фр. Bois-Colombes) — коммуна во Франции, расположенная в 9 км к северо-западу от центра города Парижа, в состав которого не входит. Административно относится к кантону Коломб-1 округа Нантер департамента О-де-Сен. Население — 28 239 человек (2017).

## История и описание
История посёлка Буа-Коломб (буквально это название переводится с французского языка как «Голубиный лес») отсчитывается с 13 марта 1896 года, когда он был административно выделен из состава соседнего поселения Коломб.
Сегодня Буа-Коломб является, фактически, пригородом Парижа, а его экономика неразрывно связана с экономикой столицы. Здесь находятся французские представительства международных компаний Colgate-Palmolive, IBM и Aviva. До Второй мировой войны здесь также располагался завод автомобилестроительной компании Hispano-Suiza.
Пригородная пассажирская связь с Парижем осуществляется за счёт двух расположенных в черте города станций: «Bois-Colombes» (Буа-Коломб) и «Les Vallées» железнодорожной линии «Transilien Paris Saint-Lazare» («Сен-Лазарское направление»).
По французским меркам, Буа-Коломб — сравнительно новый населённый пункт. Однако, в нём есть приходская католическая церковь Нотр-Дам-де-Бон-Секур, построенная в 1870—1923 годах, украшенная витражами; ратуша с башней примерно того же времени; примеры гражданской застройки рубежа XIX и XX столетий.
Система образования представлена двумя лицеями (старшими школами): Лицеем Альбера Камю (общеобразовательным) и Профессиональным региональным лицеем (профессионально-техническим); двумя колледжами (средними школами) — Колледжем Жана Мермоза и колледжем Альбера Камю; семью начальными школами, шесть из которых включают в свой состав также учреждения дошкольного образования.
Буа-Коломб является побратимом немецкого города Ной-Ульм.

## Галерея
- Церковь Нотр-Дам-де-Бон-Секур
- Один из витражей в церкви.
- Памятник павшим в Первой мировой войне.
- Фонтан на городской улице.
- Здание железнодорожной станции Буа-Коломб («Bois-Colombes»)
- Здание железнодорожной станции «Les Vallées»